# اسپرینگفیلد (تنسی)
اسپرینگفیلد(به انگلیسی: Springfield) شهری در ایالت تنسی کشور ایالات متحده آمریکا است که جمعیت آن در سرشماری سال ۲۰۱۰ میلادی، ۱۶٬۴۴۰ نفر بوده‌است.